# آران‌ال‌بی لستر (اوان ۱۲۸۷)
آران‌ال‌بی لستر (اوان ۱۲۸۷) (به انگلیسی: RNLB Lester (ON 1287)) یک کشتی است که طول آن ۱۶ متر (۵۲ فوت) می‌باشد. این کشتی در سال ۲۰۰۷ ساخته شد.